# Amal Al Qubaisi
Amal Al Qubaisi, née le 18 octobre 1969, est une femme politique émirienne. Elle est présidente du Conseil national fédéral depuis le 18 novembre 2015. Elle est la première femme à diriger une assemblée parlementaire dans le monde arabe.

## Biographie
Elle a étudié à l'université des Émirats arabes unis et à l'université de Sheffield.
Entre 2000 et 2006, elle est professeure-assistante en architecture à l'université des Émirats arabes unis.
Entre 2001 et 2003, elle est présidente de l'unité du patrimoine culture au sein de l'Autorité du développement du tourisme et de l'économie Al Ain.
En 2007, elle est élue députée d'Abou Dabi au Conseil national fédéral. Elle préside la commission éducation, jeunesse, médias et culture et est membre de celle de la santé, du travail et des affaires sociales.
En 2001, elle devient la première femme vice-présidente du Conseil national fédéral.
En 2014, elle est nommée présidente du conseil d'éducation d'Abu Dhabi.
En 2015, elle est nommée présidente du Conseil national fédéral.

## Sources
- (en) Cet article est partiellement ou en totalité issu de l’article de Wikipédia en anglais intitulé « Amal Al Qubaisi » (voir la liste des auteurs).